# Mindy Grossman
Mindy Grossman (nascida em 8 de setembro de 1957) é a ex- CEO da WW International (anteriormente Vigilantes do Peso). O Financial Times a listou entre as 50 melhores mulheres nos negócios mundiais em 2010 e 2011, e ela foi classificada entre as "100 mulheres mais poderosas do mundo" pela Forbes nos anos de 2009, 2011, 2012 e 2013. Em 2014, ela ficou em 22º lugar no "Top People in Business" da Fortune.
Grossman começou sua carreira em 1977, na indústria de moda masculina. Após 28 anos na indústria de vestuário, incluindo nove anos de grande sucesso na Ralph Lauren Corporation e seis anos igualmente bem-sucedidos na Nike, ela se tornou CEO da HSN, em 2006. Ela reinventou e relançou agressivamente a marca, abriu o capital da HSN em 2008, e supervisionou seu portfólio de varejo multibilionário e a expansão multimídia. Em julho de 2017, ela deixou a HSN para se tornar CEO da WW International. Ela deixou o cargo de CEO da WW após o primeiro trimestre de 2022.

## Infância e educação
Mindy Grossman nasceu em 8 de setembro de 1957. Seus pais adotivos eram Donald e Elaine Waldman, um comerciante judeu de produtos e uma dona de casa em Long Island, Nova York. Eles se casaram jovens, mas não conseguiram ter filhos.
Ela frequentou o Manhattanville College no Condado de Westchester, Nova York, e se transferiu para a Universidade George Washington em Washington, DC. Ela pretendia ir para a faculdade de direito após a formatura. No entanto, em seu último ano na Universidade George Washington, ela rompeu seu noivado com o namorado do ensino médio e abandonou seus planos de cursar a faculdade de direito, e se mudou para Nova York para entrar na indústria da moda.

## Carreira

### 1977-1991
Grossman mudou-se para Nova York em 1977 e recebeu uma oferta de emprego em uma empresa chamada Manhattan International. Era um conglomerado de moda masculina na época, e ela era assistente do presidente da divisão internacional. De 1978 a 1980, ela foi executiva de contas da Jeffrey Banks menswear. De 1980 a 1981, ela foi executiva de contas da Ron Chereskin menswear. De 1981 a 1985, ela foi gerente regional de vendas da Merona e, em seguida, vice-presidente de vendas da Jeffrey Banks; tanto Merona quanto Jeffrey Banks eram na época divisões da Oxford Industries.
De 1985 a 1988, Grossman trabalhou para a WilliWear by Willi Smith. Ela começou como vice-presidente de vendas e em 1987 tornou-se vice-presidente de moda masculina.
De 1988 a 1991, foi Vice-Presidente de Vendas e Merchandising da Tommy Hilfiger. Ela estava quase no térreo da Tommy Hilfiger, que havia sido incorporada em 1985. Grossman lembrou mais tarde: "Na época, era uma empresa pequena e as vendas eram meteóricas. Eles passaram de cerca de US$ 38 milhões para US$ 350 milhões."

### 1991–2006

#### Ralph Lauren
De 1991 a 2000, Grossman trabalhou para marcas da Ralph Lauren. De 1991 a 1994, ela foi presidente da Chaps Ralph Lauren, uma divisão da Warnaco, Inc., e também foi vice-presidente sênior de moda masculina da Warnaco, Inc. durante esses anos. Chaps era a marca de loja de departamentos de preço médio da Ralph Lauren; Ela transformou a divisão Chaps e aumentou sua receita anual de US$ 26 milhões para US$ 250 milhões.
Ela foi vice-presidente de Desenvolvimento de Novos Negócios na Polo Ralph Lauren Corporation, de 1994 a 1995. Nesse período, desenvolveu novos conceitos de marca, entre eles o Polo Jeans. Ela convenceu Lauren de que, para atrair clientes em uma idade mais jovem, ele precisava abraçar novas ideias, e que a Polo Jeans Company era uma boa maneira de fazer clientes duradouros de um público mais jovem. Grossman chama a Polo Jeans de "minha experiência inicial"; ela foi sua presidente e CEO de 1995 a 2000, lançou a marca em 1996, e a levou de um começo para um negócio de US$ 450 milhões, transformando-a na marca líder de jeans dentre as lojas de departamento.

#### Nike
Em 2000, Grossman ingressou na Nike, Inc., onde atuou como vice-presidente de vestuário global, de 2000 a 2006, supervisionando seu negócio de vestuário multibilionário em todo o mundo. O CEO da Nike, Phil Knight, a trouxe para reviver o decadente negócio de vestuário da Nike, capitalizando sua experiência em moda, estratégia de marca, desenvolvimento de produtos e gerenciamento de espaço de varejo.
Na qualidade de chefe de vestuário global, ela supervisionou o planejamento estratégico global; desenvolvimento de produtos; e fabricação global de vestuário, operações, fornecimento, merchandising, inovação avançada, garantia de qualidade e conformidade e sustentabilidade. Ela também era responsável pelos negócios femininos da Nike. Ela reprojetou agressivamente e com sucesso toda a organização de vestuário e criou três submarcas para vestuário da Nike: Nike Performance, voltada para atletas e consumidores aspirantes; Nike Active, uma linha para ser usada da academia à rua; e Nike Fusion, vestuário com tecidos de alta performance e estilo agressivo. Sob sua liderança, a Nike também lançou novas lojas NikeWomen, lançou catálogos NikeWomen e iniciou uma nova divisão chamada Fitness Dance. Ela promoveu a agenda de inovação de vestuário da Nike, liderou o desenvolvimento e o crescimento dos negócios globais de mulheres e criou e co-presidiu o Conselho Global de Liderança Feminina da Nike.
Grossman foi creditada por mostrar a uma empresa de calçados como ser uma empresa de vestuário. Ela trouxe seu forte histórico de moda para o vestuário da Nike e o regenerou, dedicando grande parte de sua energia ao negócio de roupas femininas mais fracas da empresa. A receita anual do negócio de vestuário da Nike era de US$ 2,7 bilhões quando ela ingressou em 2000; no final do ano fiscal de 2005, ela havia aumentado para US$ 4,1 bilhões, o que representava 32% das receitas da marca Nike.

### 2006 a 2017: HSN

#### Chegada ao HSN
Em 2006, depois de seis anos na Nike, Grossman desejava um cargo de CEO, de preferência em uma empresa onde não precisasse se deslocar pelo país como fazia na Nike. A Nike havia recentemente nomeado seu próprio novo CEO e um novo presidente, então ela procurou ativamente encontrar uma oportunidade em outra empresa, buscando desta vez uma que fosse direta ao consumidor, empreendedora, mas não uma start-up, e que ela pudesse transformar aproveitando os novos avanços tecnológicos. Um recrutador a abordou sobre a IAC/InterActiveCorp (IAC), empresa-mãe da HSN, Inc., e depois de estudar a disseminação da HSN, ela percebeu que, em suas palavras, "a HSN realmente precisa se voltar mais para ser uma rede de estilo de vida que inspire as pessoas por meio de seus produtos". Sua visão era oferecer uma programação de estilo de vida inspiradora, principalmente com celebridades carismáticas, com todos os produtos à venda – em vez do formato de vendas padrão usual, seco e antiquado.
Ela levou a ideia a Barry Diller, chefe da IAC, e mesmo não tendo experiência em televisão, nem experiência direta ao consumidor ou na maioria das categorias de produtos que a HSN vendia, ele a contratou. Em abril de 2006, Grossman foi nomeada CEO da IAC Retailing, supervisionando a HSN, a empresa de catálogos Cornerstone Brands, Shoebuy.com e as operações internacionais de varejo da IAC.
A HSN teve sete CEOs nos 10 anos anteriores e, de acordo com Grossman, a empresa, os escritórios e os funcionários pareciam oprimidos e congelados no tempo. Uma de suas primeiras ações foi jogar fora todos os móveis de escritório velhos, quebrados ou sujos e dar cadeiras Aeron a todos os funcionários. Para se concentrar na revitalização da HSN, ela fechou o falido negócio de leilões da IAC no Reino Unido, vendeu seu canal de compras alemão, fechou o canal de compras DirecTV e colocou outro executivo no comando das marcas Cornerstone. Ela também eliminou funcionários negativos ou "tóxicos", procurou pessoas comprometidas e conhecedoras dentro e fora da empresa para liderar divisões importantes e garantiu que todos os funcionários estivessem de acordo com a nova visão da empresa.
Ela também descobriu que a rede e a própria marca eram uma "experiência muito estagnada, linear e não imersiva". Em outubro de 2006, ela lançou a nova imagem de marca, slogan, declaração de visão, intenção do cliente e publicidade da HSN. O novo manifesto da empresa foi “criar uma nova experiência de estilo de vida para os consumidores”. Para implementar o plano, ela parou de vender US$ 150 milhões em marcas inadequadas e trabalhou duro para atrair marcas de alto nível e novas personalidades para vender produtos. Entre muitos outros, ela logo recrutou Sephora, Emeril Lagasse e Todd English para vender no ar. Ela também exibiu um desfile de moda de duas horas com roupas de alta qualidade. Além disso, ela trouxe os call centers da empresa do exterior para os EUA.

#### Relançamento da HSN e abertura de capital da empresa
Em meados de 2007, o relançamento e o redesenho do canal, site e campus da HSN estavam em vigor, e o negócio começou a dar a volta por cima. Em novembro daquele ano, Diller decidiu desmembrar a IAC em várias de suas empresas constituintes e desmembrar a HSN, Inc. como uma empresa pública por meio de um IPO com Grossman como CEO. O IPO foi lançado em agosto de 2008. Algumas semanas depois, ocorreu o colapso do Lehman Brothers, com a subsequente queda e recessão do mercado de ações. Grossman manteve a HSN à tona e prosperando durante os tênues anos de recessão de 2008 e 2009 por meio de economias intensas e dedicação rigorosa à sua visão, e adaptando o marketing da HSN às necessidades de economia de seus clientes.
Ela continuou a transformar, redefinir e reinventar agressivamente a marca HSN, melhorando sua demografia e aumentando o valor de suas ações de US$ 10 em seu IPO em agosto de 2008 para US$ 55 por ação em 2014. O sucesso da HSN fomentou o lançamento de um segundo canal de televisão 24 horas, HSN2, em 2010. A abordagem de recuperação de Grossman foi multifacetada: ela atualizou o nível do produto para produtos de alta qualidade; implementou de forma agressiva e preventiva inúmeras opções de acesso digital e móvel; tornou a experiência de compra divertida, imersiva, divertida, criativa, informativa, emocionante, interativa e inspiradora; e trouxe a bordo grandes celebridades e estilistas de alto nível para vender suas linhas, a maioria delas exclusivas da HSN.
Sob sua liderança, a HSN tornou-se um negócio multiplataforma, proporcionando uma experiência de compra perfeita em vários canais e plataformas, acessível a qualquer hora e em qualquer lugar, que era divertida, divertida e emocionante. A Forbes e a Fortune chamaram a nova marca de "híbrida" - um negócio de mídia, entretenimento, tecnologia e varejo.
Determinado a ficar à frente da curva na frente da tecnologia, Grossman também introduziu novos locais HSN, incluindo Shop by Remote (compras por controle remoto de televisão), HSN Arcade (jogos online), Video on Demand, HSN Live, compras via YouTube, e compras a bordo. Ela reformulou o site da HSN e fez da HSN uma grande presença no comércio eletrônico;  a partir de 2013 HSN.com é um dos 10 sites de comércio eletrônico mais trafegados. Ela evoluiu a HSN de uma rede linear para um negócio multiplataforma, criando um varejo "sem fronteiras"; segundo a Fast Company, quase metade da receita da HSN vem das plataformas digitais.
Ela recrutou grandes celebridades como Jennifer Lopez, Queen Latifah, Mariah Carey, Iman, P. Diddy, Padma Lakshmi, Martha Stewart, Jessica Simpson, Keith Urban, Nicki Minaj, Mary J. Blige e Serena Williams, e grandes empresas de cosméticos como como Lancôme e Stila, para aparecer na rede e vender suas próprias marcas de mercadorias, a maioria delas criadas exclusivamente para a HSN. Ela trouxe estilistas de alta qualidade para vender linhas de moda exclusivas na rede, conquistando Grossman e HSN na primeira fila da Fashion Week. Ela também criou parcerias com grandes empresas como Disney e outros estúdios de Hollywood para vender mercadorias, convidou filmes e séries de televisão e transmitiu shows ao vivo de cantores como Rod Stewart e Randy Travis.
HSN tornou-se uma empresa dasd 1000 empresas listadas pela Fortune em 2009. A partir de 2014, Grossman é uma das 51 mulheres que lideram uma empresa Fortune 1000. Em 2015, a Fortune publicou um artigo informando que, de 2002 a 2014, as empresas Fortune 1000 lideradas por mulheres tiveram um desempenho três vezes melhor do que o S&P 500, e que os retornos da HSN desde seu IPO foram um dos dois primeiros, mesmo apesar do mercado de ações colapso que se seguiu imediatamente à sua oferta pública inicial. Outros varejistas, incluindo Penney's, Target e Avon, tentaram recrutar Grossman para liderar suas empresas.

### 2017 até o presente: WW

#### Chegada na WW
Em 26 de abril de 2017, o Vigilantes do Peso (agora WW) anunciou que Mindy Grossman assumiria o cargo de CEO em julho de 2017, substituindo o ex-CEO James Chambers, que renunciou à empresa no outono de 2016. Uma vez no cargo, ela disse que seu plano inclui um impulso além da dieta e do bem-estar, bem como uma parceria com Oprah Winfrey, que detém quase 15% das ações da WW e faz parte de seu conselho de administração. Ela renunciou ao cargo no início de 2022.

## Diretorias e assessorias
Grossman é diretora da HSN, Inc. desde que abriu seu capital em agosto de 2008. Ela é diretora da Bloomin' Brands desde 2012. Ela atua no Conselho de Administração e, a partir de 2015, é vice-presidente da Federação Nacional de Varejo. Ela também atua no Conselho de Administração e, a partir de 2015, é presidente da National Retail Federation Foundation, o braço beneficente da National Retail Federation.
Ela é a presidente do conselho consultivo do Fashion Institute of Technology 's Executive Women in Fashion.  Ela é membro do Conselho Consultivo da Indústria do Jay H. Baker Retailing Center da Wharton School of Business. Ela também é consultora da empresa de capital de risco Metamorphic Ventures.
Grossman faz parte do Conselho de Administração do Fundo dos Estados Unidos para a UNICEF. Ela também fundou e lidera a HSN Cares, o braço filantrópico da HSN.
Em junho de 2017, Grossman ingressou no Conselho de Administração da varejista de comércio eletrônico de roupas esportivas Fanatics.

## Prêmios e honras
- As 100 mulheres mais poderosas da Forbes (2009) [60]
- As 50 principais mulheres ' Financial Times nos negócios mundiais (2010) [61]
- As 50 principais mulheres ' Financial Times nos negócios mundiais (2011) [62]
- As 100 mulheres mais poderosas ' mundo da Forbes (2011) [63]
- As 100 pessoas mais criativas nos negócios da Fast Company (2011)[42]
- Woman of Achievement Award do Women's Project Theatre (2011) [64]
- Inovador Corporativo do Ano no Ernst & Young Entrepreneur of the Year Florida Awards (2011) [65]
- Os 50 CEOs mais sexy do mundo do Business Insider (2012) [66][67]
- As 100 mulheres mais poderosas ' mundo da Forbes (2012) [68]
- As 100 mulheres mais poderosas ' mundo da Forbes (2013) [69]
- Prêmio Matrix (2013) [70]
- Top People in Business ' Fortune posição 22 (2014) [41]
- Prêmio Pioneiro do Dia do Empreendedorismo Feminino para Filantropia (2016) [71]

## Vida pessoal
Mindy é casada com Neil D. Grossman, gerente de investimentos e analista de investimentos e criador ' Neilytics da Bloomberg. Eles têm um filho.